# Problepsis erythra
Problepsis erythra är en fjärilsart som beskrevs av Edward P. Wiltshire 1982. Problepsis erythra ingår i släktet Problepsis och familjen mätare. Inga underarter finns listade i Catalogue of Life.